# Vojtěch Kastl
Vojtěch Kastl (8 marzo 1908 – 3 gennaio 1968) è stato un calciatore cecoslovacco, di ruolo attaccante.

## Carriera

### Nazionale
Debutta in Nazionale il 13 dicembre 1936 contro l'Italia (2-0).